# Szalay A. Sándor
Szalay A. Sándor (Debrecen, 1949. június 17. –) Széchenyi-díjas magyar asztrofizikus, kozmológus, egyetemi tanár, a Magyar Tudományos Akadémia levelező tagja. Az asztrofizika, a galaxiskeletkezés és a kozmológia nemzetközi hírű tudósa. Tudományos pályája mellett a Panta Rhei együttes gitárosa.

## Életpályája
1967-ben érettségizett, majd felvették a Kossuth Lajos Tudományegyetem Természettudományi Kar fizikus szakára. 1969-ben átment az Eötvös Loránd Tudományegyetem Természettudományi Kar fizikus szakára, ahol 1972-ben szerzett diplomát. Ennek megszerzése után az ELTE TTK atomfizikai tanszékén kezdett el dolgozni, eközben hosszabb időt töltött az Amerikai Egyesült Államok több egyetemén (például a berkeleyi Kaliforniai Egyetemen vagy a chicagói Illinois-i Egyetemen). 1987-ben kapott egyetemi tanári kinevezést az ELTE atomfizikai tanszékére. Az egyetemen 2007-ben alakult nemzetközi asztrofizikai kutatóiskola oktatója. Ezenkívül a baltimore-i Johns Hopkins Egyetem professzora is lett.
1986-ban védte meg a fizikai tudomány kandidátusi, majd akadémiai doktori értekezését. Az MTA Űrkutatási Komplex Bizottságának lett tagja, később elnöke, valamint a Csillagászati és Űrfizikai Bizottságba is bekerült. 1990-ben megválasztották a Magyar Tudományos Akadémia levelező tagjává. Az Amerikai Tudományos és Művészeti Akadémia is felvette rendes tagjai sorába. Tagja emellett a Nemzetközi Elméleti és Alkalmazott Fizikai Szövetség (IUPAP) magyar nemzeti bizottságának, valamint igazgatója a Amerikai Nemzeti Virtuális Obszervatóriumnak.
Tudományos pályája mellett fiatalkora óta foglalkozik az elektronikus zenével. Saját együttesében, a Panta Rheiben gitáros.

## Munkássága
Fő kutatási területe az asztrofizika, a galaxisok keletkezése és a kozmológia.
Kutatásaiban a csillagászat számítástudományi alkalmazásaival is foglalkozik: nevéhez fűződik például az egyik legnagyobb kozmológiai adatbázis, a Sloan Digital Sky Survey tudományos archívumának megalkotása. A Virtual Observatory vezetőjeként arra törekszik, hogy általánosítsa, illetve standardizálja a csillagászatban az új generációjú terabájt-méretű adatbázisokat, a kezelés és az adatgyűjtés hatékonyságának javítása érdekében. Számos munkát adott ki a galaxisok keletkezése terén, ahol az eloszlás és a tágulás, bővülés témakörével foglalkozik.
Több mint háromszáznegyven tudományos publikációs szerzője vagy társszerzője, amelyek elsősorban külföldi folyóiratokban jelentek meg. E munkák az elméleti kozmológiától a megfigyelési csillagászaton át számítástudományi kérdéseket ölelnek fel. Munkáit elsősorban angol nyelven adja ki, de publikál magyarul is.

## Családja
Nős, házasságából egy fiúgyermek született. Édesapja Szalay Sándor atomfizikus, az MTA tagja volt.

## Díjai, elismerései
- Detre László-díj (1980)
- Állami Díj (1986)
- Széchenyi-díj (1991) – Nemzetközileg is kiemelkedő jelentőségű tudományos munkássága elismeréseként.
- Eötvös Loránd Fizikai Társulat Érme (1997)
- Humboldt-díj (2004)
- Sidney Fernbach Award (2015, IEEE Computer Soicety) - az adatintenzív számítástechnikai rendszerek fejlesztéséért

## Főbb publikációi
- The Collisionless Damping of Density Fluctuations in an Expanding Universe (1983)
- The Statistics of Peaks of Gaussian Random Fields (1986)
- Matematikai lapok és a magyar csoda (1987)
- Lyman-alpha Clouds as a Relic of Primordial Density Fluctuations (1988)
- Large-scale Distribution of Galaxies at the Galactic Poles (1990)
- A galaxisok eloszlása az univerzumban (1991)
- Bias and Variance of Angular Correlation Functions (1993)
- Spectral Classification of Galaxies: an Orthogonal Approach (1995)
- The Evolution of the Global Star Formation History as Measured from the Hubble Deep Field (1997)
- Quantifying the Bimodal Color-Magnitude Distribution of Galaxies (2004)
- Measuring the Baryon Acoustic Oscillation scale using the Sloan Digital Sky Survey and 2dF Galaxy Redshift Survey (2007)